# リッチモンド・ブレーブス
リッチモンド・ブレーブス（Richmond Braves）は、2008年までアメリカ合衆国バージニア州リッチモンドに存在したマイナーリーグの野球チーム。現在のチーム名はグウィネット・ブレーブス。
メジャーリーグのアトランタ・ブレーブス傘下のAAA級チームで、インターナショナルリーグに参加していた。本拠地球場はザ・ダイアモンドであった。
2009年にアトランタ郊外のジョージア州ローレンスビルへと移転し、チーム名をグウィネット・ブレーブスに改めた。